# Magnus Petersen
Julius Magnus Petersen, född 4 september 1827, död 1 februari 1917 i Köpenhamn, var en dansk kopparstickare och tecknare. Han var bror till Vilhelm Petersen och far till Knud Arne Petersen.
Petersen utbildade sig dels till kopparstickare, dels till tecknare. Han var lärare vid Kunstakademiet 1857–1864.
Petersen utförde framstående arbeten i konstvetenskaplig riktning, bland annat teckningar till ett stort antal arkeologiska arbeten samt var verksam i fornnordiska museets tjänst.
Petersen har restaurerat många av Danmarks förnämsta altartavlor. Han fick professors titel 1877.

## Utmärkelser
- Professors namn,  1877[5]
- Riddare av Dannebrogorden,  1891[5]
- Dannebrogsmännens hederstecken,  1897[5]

[Redigera Wikidata]